# Santo Adriano (Astúrias)
Santo Adriano é um concelho (município) da Espanha, na província e Principado das Astúrias. Tem 22,6 km² de área e em 2019 tinha 288 habitantes (densidade: 12,7 hab./km²). Pertence à comarca de Oviedo e limita com os municípios de Oviedo, Ribera de Arriba, Morcín, Quirós, Proaza e Grado.